# Mad as a Hatter
Mad as a Hatter is het derde studioalbum van de Britse muziekgroep Shadowland. Het was tevens het laatste album, totdat er in 2008 een reünie plaatsvond. Het album is opgenomen gedurende de periode januari – april 1996 in de privéstudio van Clive Nolan, Thin Ice Studios, in Londen. De muziek is dan een voorloper van de muziek van Arena, een latere band van Nolan. Het verscheen op het platenlabel Verglas Music, dat gerund werd door Nolan zelf. In 2002 en 2004 verschenen nieuwe versies van het album.

## Musici
- Clive Nolan – zang en keyboards
- Karl Groom – gitaar
- Ian Salmon – basgitaar en akoestische gitaar
- Nick Harradence – slagwerk.
- Mike Varty – keyboards
- The Mad Hatter’s Choir bestaande uit Marin Orford (van IQ), Martin Ogden, Damian Wilson (Landmarq), Varty, Nolan, Paul Wrightson (Arena), Thérèse Wrightson, Salmon, Tracy Hitchings (Landmarq) en Dave Wagstaffe (Quasar, een voorloper van Landmarq).
- Jackie Peck – zang op Father en Zuleika.
- Norman Archer – cello.

## Composities
Allen van Nolan:
1. U.S.I (United States of Insanity) (9:28)
2. Mephisto Bridge (6:48)
3. Flatline (5:55)
4. The seventh year (5:10)
  1. A curious tale
  2. Why Kruhulick?
5. Father (4:49)
6. The Burning (7:10)
7. Zuleika (6:25)
8. Mad as a hatter (11:57)
9. Salvation comes (6:16)